# Traité de Nérac

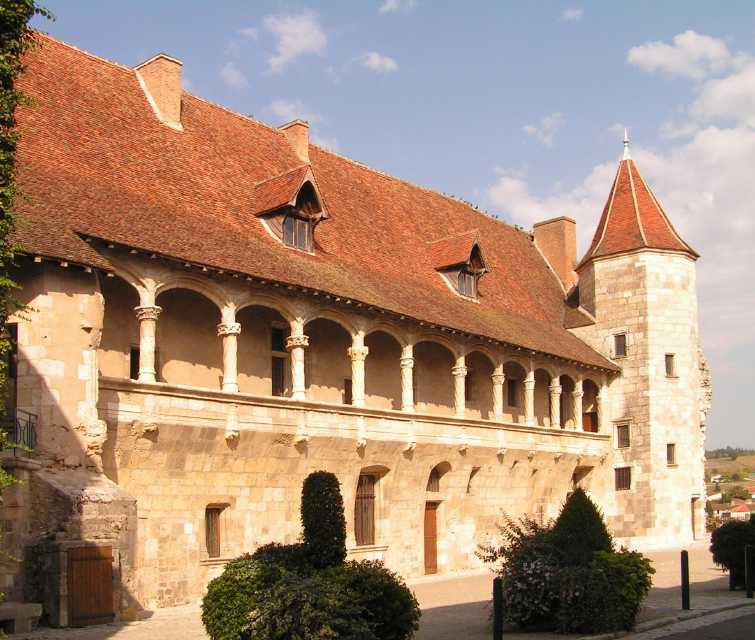
Château de Nérac

Le traité de Nérac, également appelé édit de Nérac, est signé le 28 février 1579 entre le roi Henri III et les religionnaires.
Ce traité qui confirme l'édit de Poitiers donne 14 places de sûreté supplémentaires pour les protestants pour six mois. Six mois plus tard, les protestants refusent de rendre les places.
En promulguant l’édit de Nantes, Henri IV instaure quatre chambres de justice dans le royaume pour juger des violations de l’édit de pacification. De chambres mixtes sont constituées, composées d’une vingtaine de membres, dont un nombre égal de magistrats catholiques et protestants. Une de ces chambres est établie à Nérac, ville capitale de Henri de Navarre entre 1575 à 1589.